# TRIM5alpha
Tripartitní motiv obsahující protein 5 známý také pod názvem RING finger protein 88 je protein z rodiny TRIM, kódováný genem TRIM5 u lidí umístěném na 11. chromozomu. Isoforma alpha tohoto proteinu TRIM5alpha slouží jako retrovirový restrikční faktor během časné retrovirové infekce. Trim5alpha v délce 493 aminokyselin je důležitou součástí antiretrovirové vrozené imunity, kterou v buňkách primátů zastávají ještě TRIM22, tetherin a rodina proteinů APOBEC.

## Struktura
TRIM5alpha patří do rodiny proteinů TRIM (TRIpartite Motif containing protein). Tyto proteiny jsou tvořeny třemi doménami.
1. RING finger doména (Really Interesting New Gene) typická přítomností 7 cysteinů a 1 histidinu vážících dva zinečnaté kationty Zn2+. Tato doména má také schopnost ubiquitinilace.[4]
2. B box zinc finger[5]
3. Coiled coil

C terminální doména TRIM5alpha je tvořena specifickou doménou SPRY nebo též B30.2 

## Funkce
Po vstupu do hostitelské buňky dojde k rozpadu virové kapsidy a reverzní transkripci. TRIM5alpha je přítomen v cytoplazmě a rozpoznává motivy kapsidových proteinů. Kromě exogenního původu kaspidových proteinů může být jejich původ i z endogenních retrovirů. Ty mohou být rozpoznány díky TRIM5alpha také.
Nedávné studie ale ukazují, že ubiquitinilace nevede pouze k obyčejné degradaci a nejspíš k ní nevede vůbec, ale kromě přímé antivirové aktivity přispívá TRIM5a také k vrozené imunitní signalizaci v dendritických buňkách prostřednictvím ubikvitinace a aktivace komplexu TAK1 kinázy spojené s K63, která indukuje aktivaci transkripčních faktorů NF-KB a AP-1
Existují tak hypotézy o možnosti indukce autoimunitních onemocnění právě díky interakce TRIM5alpha s kapsidovými proteiny endogenních retrovirů (především HERV-K) a zvýšení produkce zánětlivých cytokinů.